# Jean Antoine d'Averhoult
Jean Antoine d'Averhoult nebo Jan Anthony d'Averhoult nebo Daverhoult nebo d'Averhould (21. října 1756 v Utrechtu - 26. srpna 1792 v Sedanu) byl batávský patriot, poté revolucionář a francouzský politik. Pocházel z francouzské hugenotské rodiny, která se uchýlila před pronásledováním do Nizozemska. Do země svých předků se vypravil po neúspěchu Batavské revoluce v roce 1787. V roce 1791 byl zvolen poslancem za Ardensko a v Zákonodárném národním shromáždění byl jeho předsedou v lednu 1792.
Ohledně vhodnosti vyhlášení války nejprve navrhoval vyvinout nátlak na sousedící státy, i kdyby to znamenalo zahájení omezené války, aby zabránily shromažďování emigrantských jednotek na hranicích. Podruhé však odmítl jakoukoli myšlenku války. Jako kosmopolitní občan si nepřál, aby myšlenky osvícenství bylo sousedním národům vnuceno formou války. Byl přesvědčen, že síla filozofických myšlenek je dostatečná pro jejich šíření, a umožnil pomalejší, ale jistější postup šíření revolučních myšlenek.
Jako zastánce konstituční monarchie opustil zákonodárné shromáždění v červenci 1792 a připojil se k pluku, tehdy loajálnímu, svého přítele generála La Fayetta. Po útoku na Tuilerijský palác 10. srpna 1792 a útěku generála do zahraničí byl Jean Antoine d'Averhoult zatčen, když se pokoušel opustit Francii. Poté spáchal sebevraždu zastřelením.